# ابراهیم البراهیم
ابراهیم البراهیم (عربی: إبراهيم البراهيم؛ زادهٔ ۳ ژوئن ۱۹۹۲) یک ورزشکار اهل عربستان سعودی است.
از باشگاه‌هایی که در آن بازی کرده‌است می‌توان به باشگاه فوتبال الاتفاق عربستان سعودی، و باشگاه فوتبال الاتفاق عربستان سعودی، اشاره کرد.
وی همچنین در تیم ملی فوتبال Saudi Arabia U20 بازی کرده است.